# DN68
DN68 este un drum național din România, care leagă orașele Caransebeș și Hațeg, trecând pe valea Bistrei printre Munții Poiana Ruscă și Munții Țarcului.